# 사카에촌 (야마가타현 히가시타가와군)
사카에촌(栄村)은 야마가타현 히가시타가와군에 설치되었던 촌이다. 현재의 쇼나이정에 해당한다.